# The Bad Plus

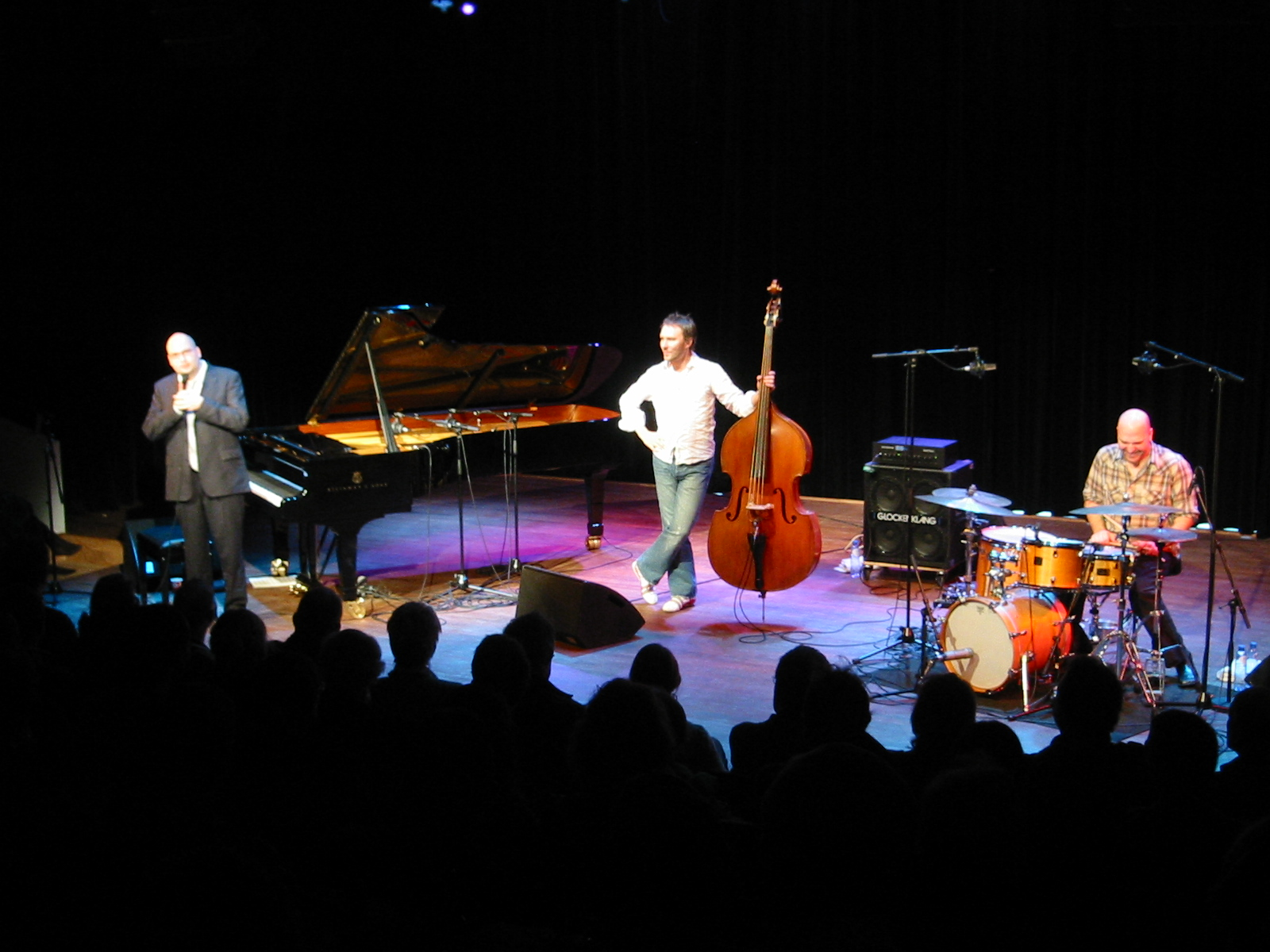
The Bad Plus (Ethan Iverson, Reid Anderson, David King.

The Bad Plus es un trío de jazz contemporáneo formado inicialmente por el pianista Ethan Iverson, el bajista Reid Anderson y el baterista David King. Desde 2018 Orrin Evans sustituye a Ethan Iverson al piano.

## Historia
Anderson y King son originarios de Minnesota e Iverson es del cercano Wisconsin.
El grupo actuaba desde 1989, pero no fue hasta el año 2000 fundaron The Bad Plus.

## Estilo musical
Su música combina elementos tanto de jazz tradicional como de free jazz, mezclados con influencias de música Rock y Pop. Han grabado versiones de canciones de Nirvana, Aphex Twin, Blondie, Ornette Coleman, Pixies, Rush, Tears for Fears, David Bowie, Black Sabbath y Radiohead.

## Discografía
- 2001 The Bad Plus - También conocido como Motel.
- 2002 Authorized bootleg: New York 12/16/01
- 2003 These Are the Vistas
- 2004 Give
- 2005 Blunt Object: Live In Tokyo
- 2005 Suspicious Activity?
- 2007 Prog
- 2008 For All I Care
- 2010 Never Stop
- 2012 Made Possible
- 2014 The Rite of Spring
- 2014 Inevitable Western
- 2024 Complex Emotions